# Rafael Patxot i Jubert

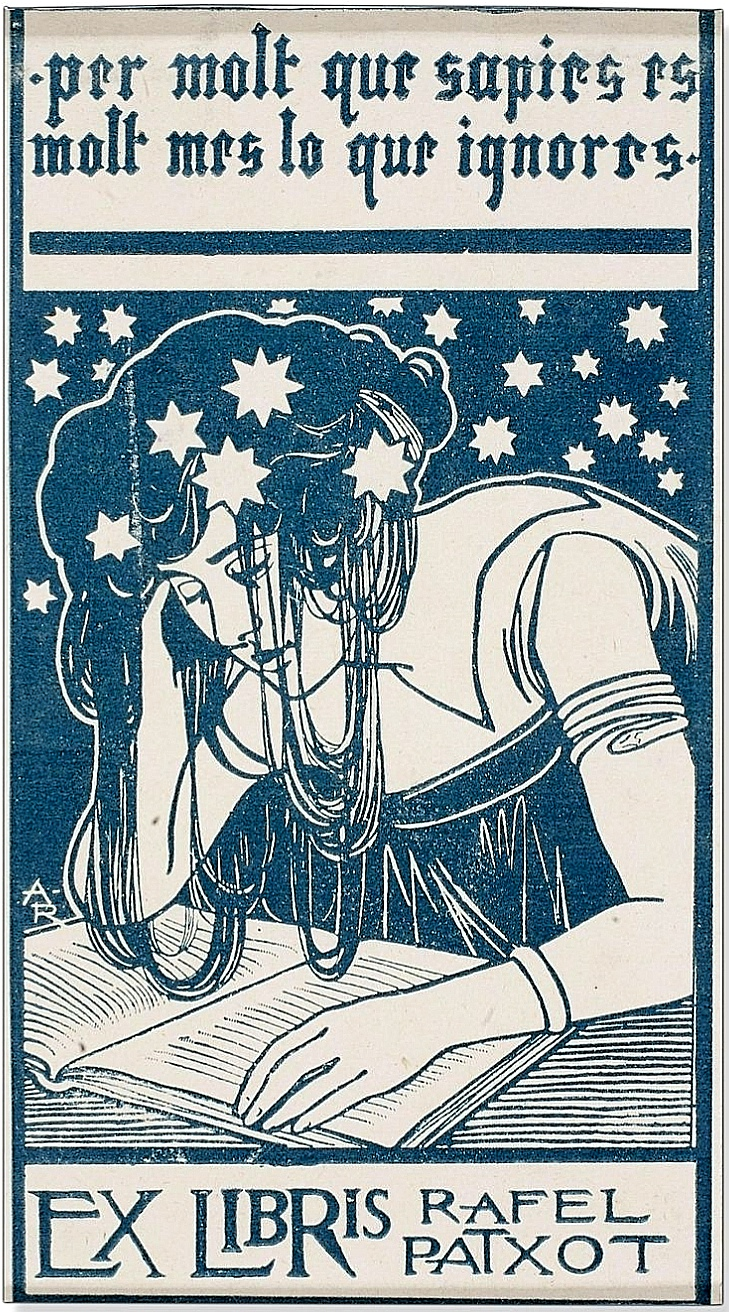
Ex libris de Rafel Patxot on s'hi llegeix: "per molt que sàpies, és molt més lo que ignores"

Rafael Patxot i Jubert (Sant Feliu de Guíxols, Baix Empordà, 8 de maig de 1872 - Ginebra, Suïssa, 8 de gener de 1964) fou un meteoròleg, mecenes, bibliòfil i escriptor català.
Se'l considera un dels més grans polímates o homo universalis de la història contemporània de Catalunya, atès que fou un gran mecenes de la cultura catalana que cultivà disciplines d'allò més diverses: exercí de científic, industrial del suro, filantrop, bibliòfil i escriptor. Vinculat a l'humanisme i d'esperit independent, impulsà projectes en l'àmbit de la cultura popular i la meteorologia. Fou editor durant la dictadura de Primo de Rivera, període en el qual contribuí a l'edició de les publicacions de l'Institut d'Estudis Catalans. A més a més, estigué fortament lligat als moviments intel·lectuals i polítics de l'època i a l'excursionisme.

## Biografia
Va néixer en el si d'una família d'industrials surers i educat a Anglaterra. El seu pare Eusebi Patxot i Llagostera (1845-1893) era pianista, la seva mare Clara Jubert natural de Palafrugell. Tingué gran vocació per l'astronomia. El 1896 construí al seu poble un observatori astronòmic i meteorològic que ell mateix va anomenar Observatori Català. Equipat amb un telescopi refractor equatorial doble, inicià a la Península treballs micromètrics d'estrelles múltiples. Ben aviat, però, la meteorologia es va anar convertint en el centre de les seves observacions, essent una figura capdavantera de la ciència del clima a Catalunya. Pel que fa a l'instrumental meteorològic, l'estació meteorològica de l'Observatori Català disposava de baròmetre, psicròmetre, diferents anemòmetres, termòmetre i pluviòmetre.
A més, va ser un important mecenes per a la cultura catalana, sobretot durant la Dictadura de Primo de Rivera, quan va fundar la Institució Patxot. Hi va aplegar tots els seus projectes.
Fou marmessor de la seva cunyada, Concepció Rabell, i creà la fundació d'aquest nom, dins la qual foren instituïts l'Obra del Cançoner Popular de Catalunya i el premi musical de composició Concepció Rabell. També va instituir la Fundació d'Estudi de la Masia Catalana.
Entre els anys 1927 i 1931 feu construir a Mosqueroles la Masia Mariona, casa d'estiueig de la família. En esclatar la Guerra Civil espanyola, l'any 1936, la seva família va ser perseguida per milicians anarquistes, fet que l'obligà a refugiar-se, juntament amb la seva dona, Lluïsa Rabell i Cibils, al Montseny. Posteriorment, sortí de Catalunya gràcies a l'ajuda del conseller de Cultura de la Generalitat, Ventura Gassol i, des de Barcelona, embarcaren al torpediner de la Marina Francesa Brestois, fins a exiliar-se a Suïssa. No va tornar a Catalunya per la seva posició irreductible en contra del règim franquista, tot i l'oferiment de la Sociedad Metereológica Española de reprendre els seus estudis científics a Espanya. El 2015 es va celebrar Univers Patxot, un seguit d'homenatges per commemorar el 50è aniversari de la seva mort.

## Obra científica
Rafael Patxot destaca per haver estat el primer meteoròleg català que va mesurar amb precisió la velocitat de la tramuntana mitjançant un anemocinemògraf d'intensitats. Es va iniciar en les observacions meteorològiques el 1896 a l'observatori que havia fet construir a la seva casa de Sant Feliu de Guíxols. Quan es va traslladar a viure a Barcelona va fer donació de l'instrumental que posseïa a la Societat Astronòmica de Barcelona.

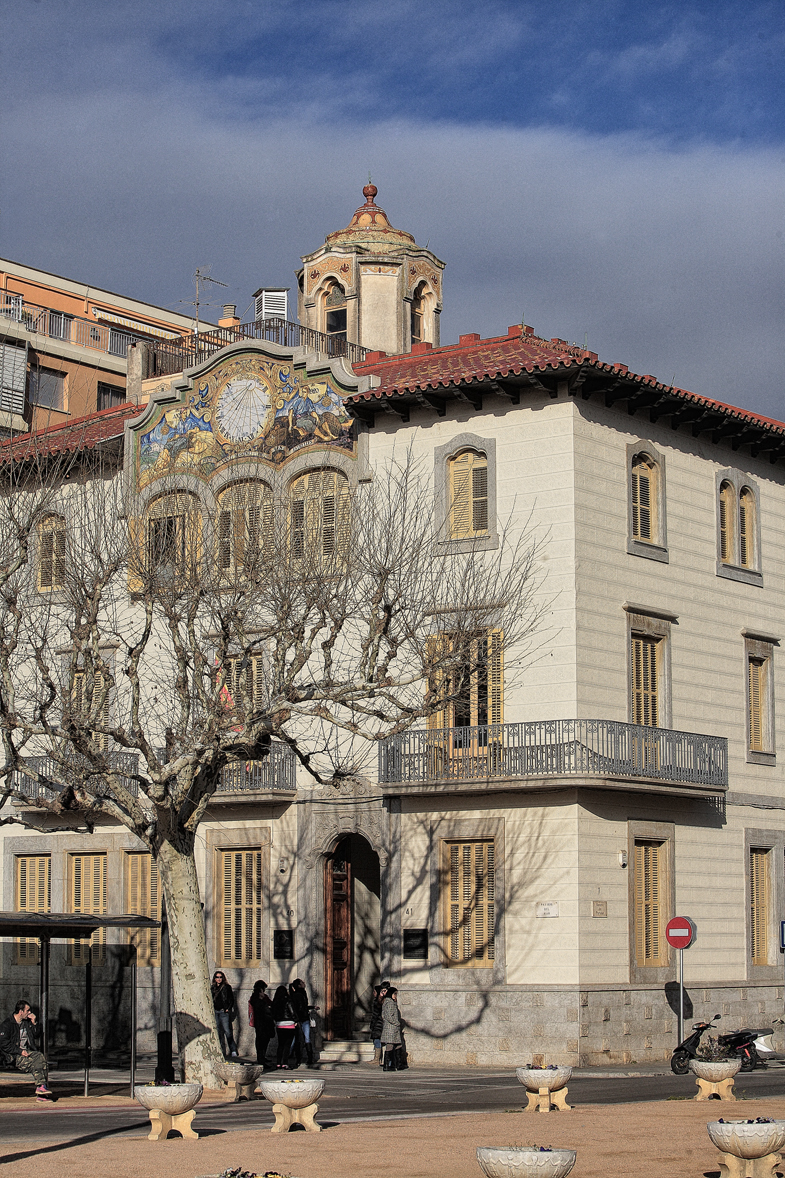
Casa Patxot, a Sant Feliu de Guíxols

Patxot recull la tasca iniciada el 1896 per la Diputació de Barcelona, que havia creat la Granja Experimental de Barcelona amb l'objectiu de millorar els rendiments agrícoles i ramaders, i on el coneixement de la influència de la meteorologia tenia un pes destacat. El seu director, Hermenegildo Gorría havia organitzat una xarxa d'estacions meteorològiques a Catalunya i les Balears on un jove Eduard Fontserè trobaria la seva primera feina remunerada portant la gestió. Malauradament, amb el tombant de segle, les dificultats econòmiques van impedir la continuïtat de la xarxa per part de la Diputació i fou gràcies al mecenatge de Patxot que es va poder salvar i fins i tot ampliar. Per això aquesta xarxa sovint s'anomena també "Xarxa Patxot". Amb la cració de la Societat Astronòmica de Barcelona el 1910, Patxot va trasspassar la gestió de la xarxa a aquesta entitat de la qual també en formava part.

Patxot va publicar treballs capdavanters en el seu moment, com Meteorologia catalana: Observacions de Sant Feliu de Guíxols. Resultats del 1896 al 1905 (1908), Pluviometria Catalana. Resultats del quinquenni 1906-1910 (1912), Segon estudi de la pluja a Sant Feliu de Guíxols(1923), on fa un compendi de les observacions des de 1895 fins a 1923, i Contribució a l'estudi dels corrents atmosfèrics mitgers (1923).

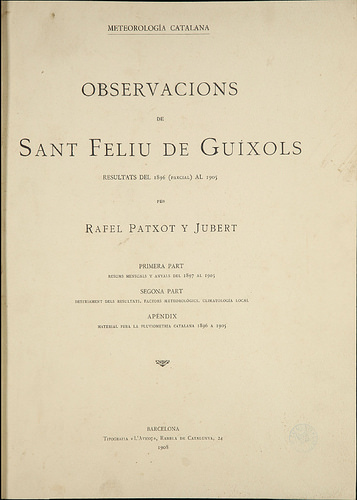
Meteorologia catalana, Observacions de Sant Feliu de Guíxols. Resultats del 1896 al 1905

Com a mecenes en l'àmbit científic va impulsar el desembre de 1921 la creació d'una secció d'estudi de núvols dins del recent creat Servei Meteorològic de Catalunya (SMC), secció que seria sufragada per una de les seves fundacions de mecenatge, la Fundació Concepció Rabell i Cibils. Patxot es va fer càrrec tant del personal -fotògraf i ajudant- com del material -dos teodolits fotogramètrics dissenyats per fer fotografies simultànies de núvols, material fotogràfic i mobiliari-. D'aquesta manera va néixer la Secció Nefològica del Servei Meteorològic de Catalunya, que operava des de dues estacions connectades telegràficament: una situada a la torre sud-est de la Universitat Industrial (seu de l'SMC) i l'altra ubicada a una torratxa d'una casa del carrer Casanova de Barcelona. Les fotografies simultànies de núvols des de les dues perspectives permetien descriure acuradament aquests meteors. Des de la Secció Nefològica de l'SMC es va fotografiar, de forma sistemàtica, el cel de Barcelona i Catalunya. Amb el material obtingut es va elaborar l'Atles Elemental de Núvols (1925), pensat pels observadors de la Xarxa Meteorològica Catalana.
Com l'SMC era membre de ple dret dins l'Organització Meteorològica Internacional (OMI, precursora de l'actual Organització Meteorològica Internacional), els seus membres podien participar en les reunions internacionals. Patxot i Fontserè van formar part de la Comissió Internacional per a l'Estudi de Núvols i van presentar aquest atles al Congrés Meteorològic Internacional celebrat a Viena el setembre del 1926. L'atles va ser ràpidament traduït al francès per Ph. Wehrlé, per usar-lo a manera d'atles provisional. Coneixent l'OMI la tasca feta a Catalunya en l'estudi dels núvols, va triar Barcelona com la seu de la reunió de la Comissió Internacional per a l'Estudi de Núvols, el juny de 1929, en plena dictadura de Primo de Rivera. D'aquesta reunió sortiren les dues edicions finals de l'Atles Internacional dels Núvols i dels Estats del Cel: l'Atles General (del qual s'ofereix el link al peu de la pàgina) i l'Extracte de l'obra (versió reduïda per als observadors), publicades per l'OMI gràcies al mecenatge personal de Patxot. 26 de les 174 fotografies publicades a l'Atles General pertanyen a la Fundació Concepció Rabell. La seva generosa contribució va permetre fer un tiratge gratuït de 1.000 exemplars de l'Atles General i posar a la venda la versió reduïda (versió de treball per als observadors) a un preu significativament baix. Tant la versió reduïda (1930) com l'Atles General (publicat entre 1932 i 1935) es van editar en 4 llengües: en les 3 oficials de l'Organització Meteorològica Internacional (anglès, francès i alemany) i en català.

## Mecenatge

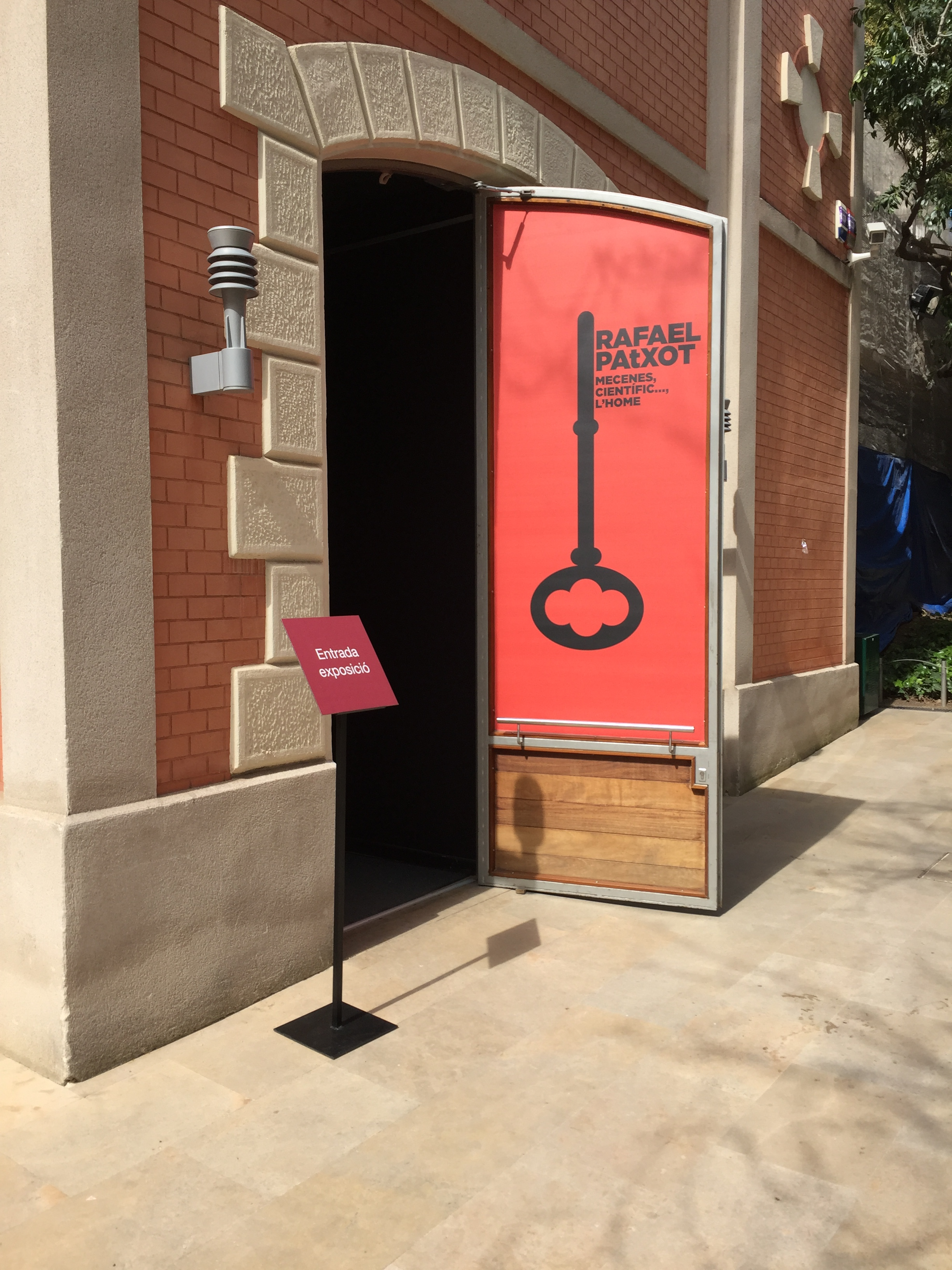
Exposició sobre Rafael Patxot al Palau Robert de Barcelona el 2016

Rafael Patxot es va iniciar en l'exercici del mecenatge amb les “fundacions familiars de recordança” com ell les anomenava: la Fundació Montserrat Patxot i Rabell (1919); els Premis Eusebi Patxot i Llagustera (1919); la Fundació Clara Jubert de Patxot i Ferrer (1920); Concursos Rafael Patxot i Ferrer (1920); i la Fundació Maria Patxot i Rabell (1925). A aquestes cal sumar-hi les Memòries Patxot, per premiar treballs de ciències fisicomatemàtiques (1923); la Medalla d'Or del Centre Excursionista de Catalunya (CEC) (1923) i la crucial Fundació Concepció Rabell i Cibils (1919). La Fundació Concepció Rabell va destinar fons a l'estudi de la masia catalana i al recull i salvaguarda del cançoner tradicional. Aquests dos mecenatges marquen un canvi en la forma: en comptes de premiar el millor treball presentat sobre un tema, Patxot organitza una recerca i en segueix l'evolució des d'un despatx de l'organització.
L'Estudi de la Masia Catalana es va iniciar el 1923. El fons està compost per 131 àlbums: 119 dedicats a Catalunya, 10 a les Illes i 2 al País Valencià; 10 carpetes que sumen 300 dibuixos de masies i 7.700 fotografies. El tema preferent és la visió de la casa, però també hi figuren imatges del camp i la vida al mas. Hi van treballar un centenar de fotògrafs i una trentena de dibuixants. A cada fotografia hi consta el nom i referències de la imatge, l'autor de la fotografia i la data. És un estudi d'arquitectura, mobiliari, indumentària i comportament humà. El 1976 els seus hereus van dipositar el material al CEC per a acomplir les seves voluntats.
La recerca de la música popular que es va convertir en El Cançoner Popular es va iniciar el 1922. Van recollir prop de 40.000 documents. Quan la Guerra Civil va interrompre les tasques de recerca ja se n'havien publicat tres luxosos volums (1926-1929). Com en el cas anterior, Rafael Patxot va disposar que, un cop mort el dictador, es lliurés la documentació a alguna biblioteca o arxiu segur i que es posés a disposició dels estudiosos. El 1991 arribà al Monestir de Montserrat la primera tramesa i el 1994, la segona i ara ja són dinou els volums publicats.
Posteriorment va crear la Institució Patxot que va promoure el Concurs de l'Haia a través del qual volia, en les seves paraules, que Catalunya donés, des de l'àmbit internacional, una resposta a la dictadura militar de Primo de Rivera. Estava dotat amb 1.000 lliures esterlines i, a l'empara del Tribunal Permanent de Justícia Internacional de l'Haia, premiava un estudi sobre les influències del dret internacional en el dret públic interior. Una altra iniciativa fou la d'aplegar el Llegendari català. A través de la Institució Patxot també es publicà “Estudis de la Intensitat de la pluja a Barcelona, pel Dr. Ramon Jardí” (1927) i “Atles Pluviomètric de Catalunya”, per Joaquim Febrer, encarregat de la secció de climatologia al Servei Meteorològic de Catalunya (1930).
Des de l'exili, Rafael Patxot va completar diversos mecenatges iniciats abans de la Guerra Civil, va socórrer econòmicament exiliats catalans, va finançar l'Onomasticon Catalonia, de Joan Coromines, i va dotar algunes beques per a estudis a l'estranger.

## Obres publicades
- Meteorologia catalana. Observacions de Sant Feliu de Guíxols (1908)
- Pluviometria Catalana. Resultats del quinquenni 1906-1910 (1912)
- Lettre aux Membres de l'Organisation Météorologique Internationale et aux Météorologues en général (1948)
- Adéu a Catalunya. Guaitant enrera. Fulls de la vida d'un octogenari (1952)